# Krze (powiat olkuski)
Krze – wieś w Polsce położona w województwie małopolskim, w powiecie olkuskim, w gminie Bolesław. Leży przy drodze krajowej nr 94.
W latach 1975–1998 miejscowość administracyjnie należała do województwa katowickiego.